# Alfred Jermaniš
Alfred Jermaniš (Koper, 1967. január 21. –) szlovén válogatott labdarúgó.

## Nemzeti válogatott
A szlovén válogatottban 29 mérkőzést játszott.

## Statisztika
| Szlovén válogatott | Szlovén válogatott | Szlovén válogatott |
| Időszak            | Mérk.              | gól                |
| ------------------ | ------------------ | ------------------ |
| 1992               | 1                  | 0                  |
| 1993               | 2                  | 0                  |
| 1994               | 9                  | 1                  |
| 1995               | 7                  | 0                  |
| 1996               | 3                  | 0                  |
| 1997               | 2                  | 0                  |
| 1998               | 5                  | 0                  |
| Összesen           | 29                 | 1                  |